# 하나사키 카오루코
하나사키 카오루코(일본어: 花咲 薫子) / 주향기 / 큐어 플라워는 《하트캐치 프리큐어!》에 등장하는 가공의 인물이다.

## 성우
- 사카모토 치카
- 안정현, 김성연(젊은 시절)

## 인물
하나사키 츠보미의 친할머니로 유명한 식물학자이자 마을 내 식물원의 원장이기도 하다. 결혼하기 전 성은 '고다이(五代)'. 항상 바쁜 츠보미의 두 부모를 대신해 츠보미를 돌봐주었으며 츠보미의 성격 또한 카오루코의 영향을 받았다고 해도 과언은 아니다. 좋아하는 꽃은 남편 소라와의 추억이 담겨있는 라벤더. 젊었을 적 프리큐어로서 사막의 사도와 싸웠었으며 시프레와 코프레와도 아는 사이이다. 또한 과거에는 가라데 전국 대회에서 최연소로 우승한 전적이 있다. 허나 지금은 오로지 마음의 나무를 연구하는 데에만 집중하고 있다. 프리큐어의 고통과 괴로움을 알고있는 유일한 사람이며 츠보미와 다른 프리큐어들을 따뜻하게 지켜본다. 마음의 꽃은 밝혀지지 않았다.

## 같이 보기
- 하트캐치 프리큐어!
- 하나사키 츠보미
- 쿠루미 에리카
- 묘도인 이츠키
- 츠키카게 유리